# Salé
Salé (en árabe: سلا‎, en francés: Salé) es una ciudad de Marruecos situada en la costa atlántica, en la orilla norte de la desembocadura del río Bu Regreg, que la separa de la ciudad de Rabat. Tiene unos 850 403 habitantes (2014). Forma, junto con Rabat, la prefectura de Salé.

## Historia
Fue en origen una factoría romana llamada Sala Colonia. La ciudad como tal se fundó en el siglo X, cuando la tribu bereber de los Beni Ifren hizo de ella su capital. Se desarrolló después bajo los almohades (siglo XII) y los meriníes (siglo XIV), gracias a su posición estratégica en la ruta que ligaba a Fez y Marrakech y gracias a su puerto, principal punto de intercambio marítimo entre Marruecos y Europa. Gracias a su gran mezquita, construida entre 1163 y 1184, y a su madrasa o centro de estudios islámicos, fue también uno de los centros religiosos más importantes de Marruecos. En 1260 fue atacada e incendiada por una flota castellana de Alfonso X el Sabio, lo que propició la construcción de una muralla.
Al otro lado del río se encontraba Salé la Nueva, también llamada Rabat, construida a principios del siglo XII sobre un antiguo fortín o ribat. En 1605 recaló en Salé la banda del pirata anglo-otomano Jack Ward, donde se ya asentaban piratas ingleses u holandeses. A partir de 1610 llegan a ambas ciudades varios miles de refugiados moriscos expulsados de España, lo que supone un considerable aumento de población y de actividad de la ciudad. Estos llegaron en dos oleadas: La primera, procedente de Hornachos, cuyos habitantes eran encomenderos y tenían, por tanto, ciertos privilegios que les permitieron abandonar la península ibérica con parte de sus bienes al hacerlo voluntariamente. A los hornachegos siguieron otros moriscos expulsados sin bienes y sin honra que buscaron venganza en el bandolerismo marítimo o piratería; por ejemplo, las razias africanas del verano de 1625 en el sur de Inglaterra rindieron 1,000 esclavos ingleses, transportados para su venta en Salé. Mientras que los hornachegos se dedicaron a armar barcos, otros moriscos formaron sus primeras tripulaciones.
El crecimiento económico fue tal que, tras la expansión de Rabat y su unión con Salé, en 1627 Rabat y Salé se convierten en una república independiente, llamada República de las Dos Orillas, del Bu Regreg o, más llanamente, República de Salé, dirigida por corsarios (los «piratas berberiscos» de las crónicas españolas) y dedicada fundamentalmente a la piratería, lo que le valió el bombardeo de una flota francesa el 20 de julio de 1629. Tras el asedio de Salé de 1660-1664 el rais Khadir Ghaïlan tomó Rabat, acabando con la república de Salé, que quedó bajo soberanía de los alauíes.
La verdadera decadencia llegó cuando, en 1755 el llamado terremoto de Lisboa, cuyo epicentro se encontraba aproximadamente a la misma distancia de Lisboa que de Rabat, causó un tsunami que desvió de forma permanente al Bu Regreg, inhabilitando el puerto que, hasta entonces, se encontraba ingeniosamente situado dentro de las murallas. El principal puerto del reino se desplazó entonces a Esauira (Mogador), aunque Salé mantuviera cierta actividad corsaria hasta una fecha tan tardía como 1829.
En 1912 se establece el Protectorado Francés en Marruecos, con Rabat como capital. La hasta entonces ciudad menor se convierte en una gran ciudad administrativa, y Salé queda un tanto relegada, aunque se mantiene como foco cultural y religioso frente a su vecina europeizada. El puerto de Salé perdió toda su importancia comercial, manteniéndose solo como puerto pesquero.
En 1957 se inaugura el primer puente que une ambas ciudades.

## Cultura
En la actualidad, Salé es una ciudad poco visitada por los turistas y que cuenta con una población bastante más conservadora en comparación a Rabat. Esto último es, justamente, su atractivo, ya que la convierte en un lugar típicamente marroquí y con mucho menos influencia occidental, lo que se puede comprobar en su medina. Su monumento más importante es la Gran Mezquita.
La ciudad no tiene vida nocturna y para muchos es una ciudad-dormitorio de Rabat. De todas formas, sus cafés son un grato lugar para compartir con la gente, siempre junto a un delicioso té marroquí.
Para los fanáticos del fútbol, el equipo local es el Association Sportive Salé (ASS), que actualmente compite en la primera división del fútbol marroquí.

## Clima
| Parámetros climáticos promedio de Salé | Parámetros climáticos promedio de Salé | Parámetros climáticos promedio de Salé | Parámetros climáticos promedio de Salé | Parámetros climáticos promedio de Salé | Parámetros climáticos promedio de Salé | Parámetros climáticos promedio de Salé | Parámetros climáticos promedio de Salé | Parámetros climáticos promedio de Salé | Parámetros climáticos promedio de Salé | Parámetros climáticos promedio de Salé | Parámetros climáticos promedio de Salé | Parámetros climáticos promedio de Salé | Parámetros climáticos promedio de Salé |
| Mes                                    | Ene.                                   | Feb.                                   | Mar.                                   | Abr.                                   | May.                                   | Jun.                                   | Jul.                                   | Ago.                                   | Sep.                                   | Oct.                                   | Nov.                                   | Dic.                                   | Anual                                  |
| -------------------------------------- | -------------------------------------- | -------------------------------------- | -------------------------------------- | -------------------------------------- | -------------------------------------- | -------------------------------------- | -------------------------------------- | -------------------------------------- | -------------------------------------- | -------------------------------------- | -------------------------------------- | -------------------------------------- | -------------------------------------- |
| Temp. máx. media (°C)                  | 16.0                                   | 16.1                                   | 18.2                                   | 20.6                                   | 22.4                                   | 25.5                                   | 26.9                                   | 27.5                                   | 24.8                                   | 21.8                                   | 19.7                                   | 17.3                                   | 21.4                                   |
| Temp. mín. media (°C)                  | 8.1                                    | 9.5                                    | 11.5                                   | 13.5                                   | 15.0                                   | 17.6                                   | 19.5                                   | 18.8                                   | 16.1                                   | 14.0                                   | 12.1                                   | 10.1                                   | 13.8                                   |
| Lluvias (mm)                           | 89                                     | 75                                     | 50                                     | 36                                     | 10                                     | 0                                      | 3                                      | 0                                      | 16                                     | 44                                     | 77                                     | 86                                     | 486                                    |
| Días de lluvias (≥ 1 mm)               | 12                                     | 9.5                                    | 6                                      | 5                                      | 2                                      | 0                                      | 0.5                                    | 0                                      | 3                                      | 7                                      | 10                                     | 11                                     | 66                                     |
| Horas de sol                           | 189                                    | 175                                    | 230                                    | 259                                    | 270                                    | 288                                    | 316                                    | 301                                    | 290                                    | 244                                    | 216                                    | 200                                    | 2978                                   |
| [cita requerida]                       |                                        |                                        |                                        |                                        |                                        |                                        |                                        |                                        |                                        |                                        |                                        |                                        |                                        |

## Ciudades hermanadas
| Ciudades hermanadas |                          |                        |        |                                          |                                        |
| País                | Ciudad                   | Fecha de hermanamiento | Escudo | Web de la ciudad                         | Imagen de la ciudad o lugares cercanos |
| Túnez               | Ariana                   | 1982                   |        | Municipalité de l'Ariana (en francés)    |                                        |
| Portugal            | Portalegre               | 1997                   |        | Municipio de Portalegre (en portugués)   |                                        |
| México              | Tlaxcala de Xicohténcatl | 1998                   |        | Municipio de Tlaxcala (en español)       |                                        |
| Rusia               | Sochi                    | 2010                   |        | Администрация города Сочи (en russian)   |                                        |
| Estados Unidos      | Alexandria               | 2010                   |        | City of Alexandria, Virginia (en inglés) |                                        |